# Горксхаймерталь
Горксхаймерталь (нем. Gorxheimertal) — община в Германии, в земле Гессен. Подчиняется административному округу Дармштадт. Входит в состав района Бергштрасе. Население составляет 3985 человек (на 31 декабря 2010 года). Занимает площадь 10,46 км².
Община подразделяется на 3 сельских округа.